# Тунчжоу (район)
Тунчжоу (спрощ.: 通州区; кит. трад.: 通州區; піньїнь: Tōngzhōu Qū; Вейд-Джайлз: T'ung1chou1 Ch'ü1, Тунчжоу Тунчоу (T'ung-chou), або округ Тонг протягом 1914–1997 років) — район Пекіна. Розташований на південному сході Пекіна і вважається східними воротами до столиці країни. Сам центр Тунчжоу знаходиться приблизно в 20 км на схід від центру Пекіна, на північному кінці Великого каналу (на стику між каналом Тунхуей і Північним каналом) і на самому східному кінці проспекту Чан'ань. Весь район займає площу 906 км2, або 6% загальної площі Пекіна. За даними перепису 2000 року населення країни становило 673 952 особи, і з тих пір вона зазнала значного зростання та розвитку, збільшившись до 1 184 000 осіб за переписом 2010 року. Район поділяється на чотири підрайони, десять міст і одне етнічне селище.

## Історія

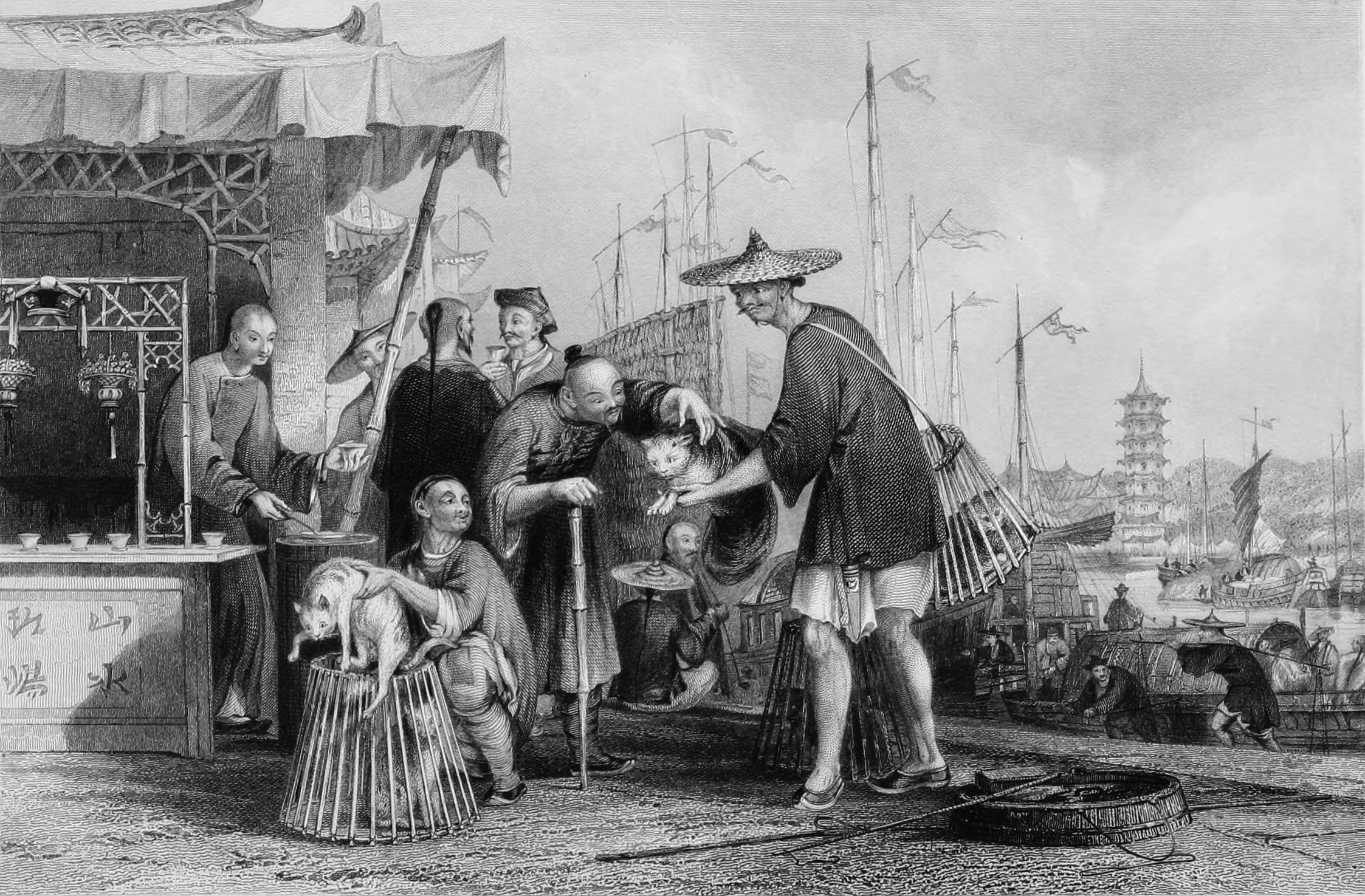
«Котячі торговці та торговці чаєм у Тунчжоу», кінець 18 століття

Тунчжоу було засновано в 195 році до нашої ери під час династії Західна Хань під назвою Лу (路) County, хоча є докази поселення людини в неоліті. На початку правління династії Східна Хань ієрогліф Лу, під яким він був відомий, був змінений шляхом додавання водного радикалу на Лу (潞). У 1151 році за правління династії Цзінь округ Лу був перейменований на Тунчжоу, що приблизно означає «місце для проходу», на знак визнання його важливості як сухопутного та водного підходу до Пекіна.

## Клімат
Район Тунчжоу має вологий континентальний клімат (класифікація клімату Кеппена Dwa). Середньорічна температура в Тунчжоу становить 13.4 °C. Середньорічна кількість опадів 526.7 мм з липнем як найбільш вологим місяцем. Середня температура найвища в липні, близько 27.2 °C, а найнижча в січні, близько −2.5 °C.
| Клімат Тунчжоу (1981−2010) | Клімат Тунчжоу (1981−2010) | Клімат Тунчжоу (1981−2010) | Клімат Тунчжоу (1981−2010) | Клімат Тунчжоу (1981−2010) | Клімат Тунчжоу (1981−2010) | Клімат Тунчжоу (1981−2010) | Клімат Тунчжоу (1981−2010) | Клімат Тунчжоу (1981−2010) | Клімат Тунчжоу (1981−2010) | Клімат Тунчжоу (1981−2010) | Клімат Тунчжоу (1981−2010) | Клімат Тунчжоу (1981−2010) | Клімат Тунчжоу (1981−2010) |
| Показник                   | Січ.                       | Лют.                       | Бер.                       | Квіт.                      | Трав.                      | Черв.                      | Лип.                       | Серп.                      | Вер.                       | Жовт.                      | Лист.                      | Груд.                      |                            |
| Абсолютний максимум, °C    | 13,5                       | 20,1                       | 28,5                       | 32,1                       | 37,9                       | 40,2                       | 41,9                       | 38,1                       | 35,0                       | 30,6                       | 21,3                       | 13,5                       |                            |
| Середній максимум, °C      | 1,9                        | 6,1                        | 12,5                       | 20,6                       | 26,9                       | 30,6                       | 32,0                       | 30,6                       | 26,6                       | 19,3                       | 10,3                       | 3,6                        |                            |
| Середня температура, °C    | −2,5                       | 1,1                        | 7,1                        | 14,9                       | 21,1                       | 25,2                       | 27,2                       | 26,0                       | 21,3                       | 14,1                       | 5,6                        | −0,6                       |                            |
| Середній мінімум, °C       | −6,3                       | −3,2                       | 2,5                        | 9,8                        | 15,7                       | 20,5                       | 23,2                       | 22,1                       | 16,6                       | 9,6                        | 1,7                        | −4,1                       |                            |
| Абсолютний мінімум, °C     | −15,7                      | −14,8                      | −7,3                       | 1,2                        | 6,3                        | 11,7                       | 16,5                       | 15,0                       | 7,2                        | −2                         | −6,9                       | −13,2                      |                            |
| Норма опадів, мм           | 2.4                        | 3.6                        | 8.6                        | 22.2                       | 35.6                       | 79.7                       | 160.0                      | 134.8                      | 44.9                       | 23.5                       | 9.8                        | 1.6                        |                            |
| Вологість повітря, %       | 40                         | 41                         | 40                         | 44                         | 49                         | 59                         | 70                         | 72                         | 65                         | 57                         | 52                         | 44                         |                            |
| -------------------------- | -------------------------- | -------------------------- | -------------------------- | -------------------------- | -------------------------- | -------------------------- | -------------------------- | -------------------------- | -------------------------- | -------------------------- | -------------------------- | -------------------------- | -------------------------- |

## Адміністративний поділ
Район Тунчжоу ділиться на шість підрайонів, десять міст і одне етнічне містечко. Два міста з яких мають статус «області» (地区).
| Назва                      | Китайська (S) | Ханью Піньїнь        | Населення (2010) | Площа (км2) | Щільність населення (на км2) |
| -------------------------- | ------------- | -------------------- | ---------------- | ----------- | ---------------------------- |
| Підрайон Чжунцан           | 中仓街道      | Zhōngcāng Jiēdào     | 57 550           | 6.50        | 8,854                        |
| Підрайон Сіньхуа           | 新华街道      | Xīnhuá Jiēdào        | 8,891            | 3.25        | 2736                         |
| Підрайон Тонгюнь           | 通运街道      | Tōngyùn Jiēdào       | 8,891            | 3.25        | 2736                         |
| Підрайон Бейюань           | 北苑街道      | Běiyuàn Jiēdào       | 73,423           | 36,60       | 2,006                        |
| Підрайон Юцяо              | 玉桥街道      | Yùqiáo Jiēdào        | 64,482           | 11.20       | 5,757                        |
| Підрайон Луюань            | 潞源街道      | Lùyuán Jiēdào        | 72,611           | 144,00      | 504                          |
| Місто Лучен                | 潞城镇        | Lùchéng Zhèn         | 72,611           | 144,00      | 504                          |
| Район Йоншунь (місто).     | 永顺(镇)地区  | Yǒngshùn (Zhèn) Dìqū | 195,194          | 39,46       | 4,947                        |
| Район Ліюань (місто).      | 梨园(镇)地区  | Líyuán (Zhèn) Dìqū   | 140 520          | 24.87       | 5650                         |
| Місто Сунчжуан             | 宋庄镇        | Sòngzhuāng Zhèn      | 104,143          | 116,00      | 898                          |
| Місто Чжанцзяван           | 张家湾镇      | Zhāngjiāwān Zhèn     | 89,273           | 105,80      | 844                          |
| Місто Хуосянь              | 漷县镇        | Huǒxiàn Zhèn         | 61,413           | 113,68      | 540                          |
| Місто Мадзюцяо             | 马驹桥镇      | Mǎjūqiáo Zhèn        | 107,048          | 82,00       | 1,305                        |
| Місто Сідзі                | 西集镇        | Xījí Zhèn            | 43,244           | 95,29       | 454                          |
| Місто Тайху                | 台湖镇        | Táihú Zhèn           | 99 039           | 82,50       | 1200                         |
| Місто Йонгледян            | 永乐店镇      | Yǒnglèdiàn Zhèn      | 40,241           | 105,00      | 383                          |
| Етнічне селище Юцзяву Хуей | 于家务回族乡  | Yújiāwù Huízú Xiāng  | 27,184           | 65,70       | 414                          |

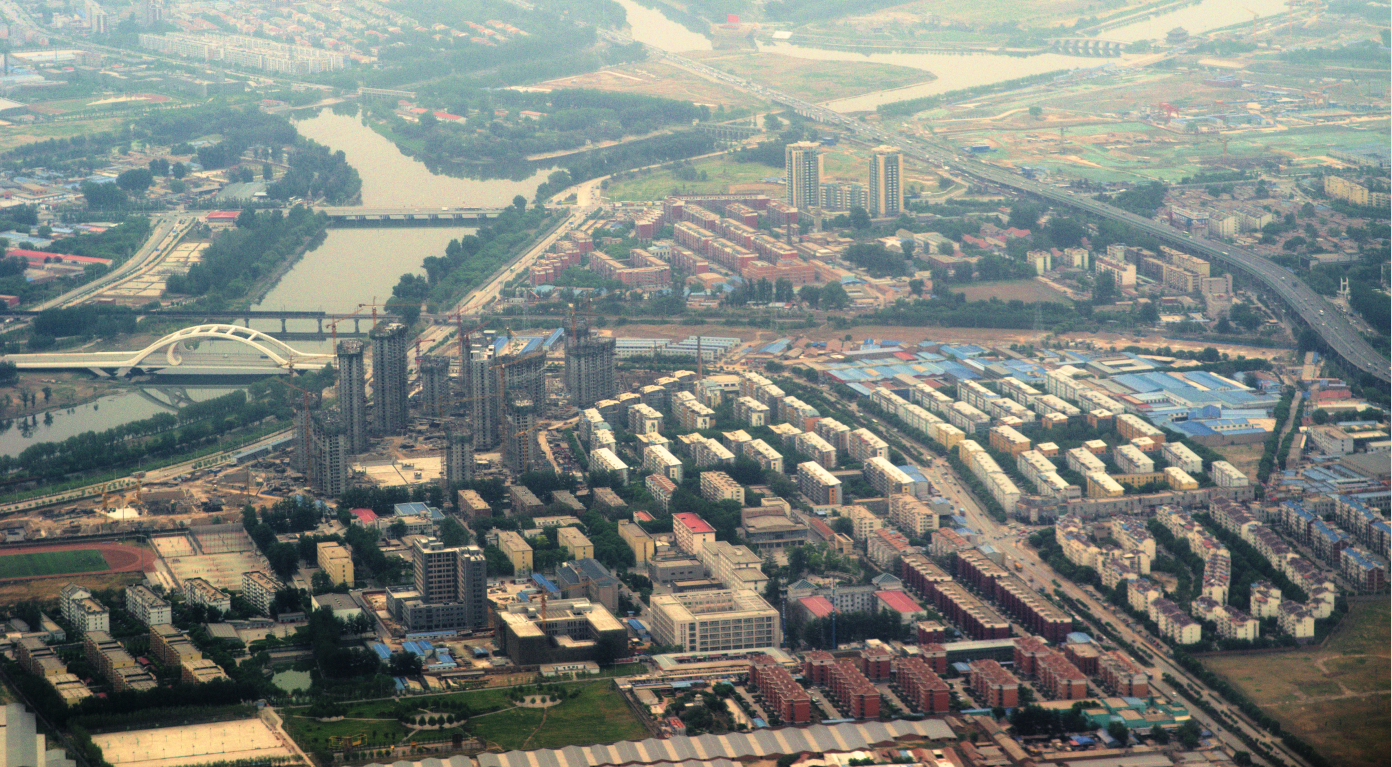
Вид на місто Йоншунь у Тунчжоу з висоти пташиний польоту.

11 травня 2020 року уряд району Тунчжоу вніс низку змін до свого адміністративного поділу, додавши такі підрайони:
- Підрайон Венцзін (文景街道)
- Підрайон Цзюкешу (九棵树街道)
- Підрайон Лінхелі (临河里街道)
- Підрайон Янчжуан (杨庄街道)
- Підрайон Луї (潞邑街道)

## Транспорт

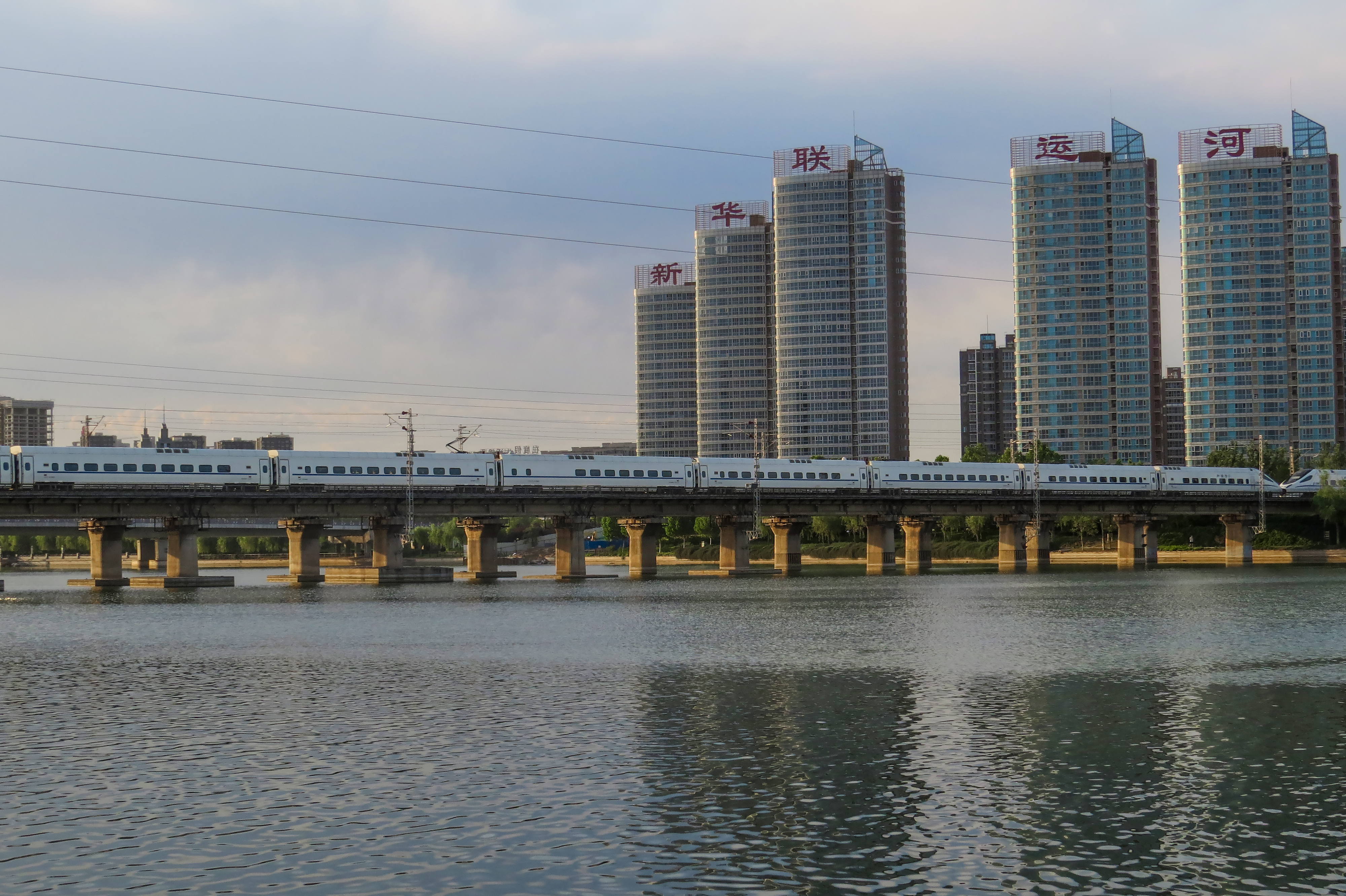
Залізниця Пекін-Харбін над Великим каналом у Тунчжоу

Центр міста Тунчжоу з'єднаний із центром Пекіна швидкісною автомагістраллю Цзинтун і декількома лініями метро Пекінського метрополітену. П’ята та Шоста кільцеві дороги Пекіна приблизно однаково віддалені від центрального ділового району Тунчжоу. Шосе ведуть до Шеньяну, Харбіна та Тяньцзіня / Тангу.

### Метро
В даний час Тунчжоу обслуговується чотирма лініями Пекінського метрополітену.

## Промисловість і туризм
У Тунчжоу є сім промислових зон загальною площею 64 км2, зосереджуючись на виробництві та високотехнологічних галузях. Центр міста Тунчжоу призначений для реконструкції в комплексний центральний діловий район з акцентом на роздрібну торгівлю. У сільському господарстві району наголошується на садівництві, плодівництві, насінництві та водному господарстві. Уряд району наразі просуває Тунчжоу на чолі Великого каналу, щоб залучити туристів до парку культури Гранд-каналу. 
Художнє село Сунчжуан, де живуть і працюють багато сучасних китайських художників, розташоване в районі Тунчжоу.

## Галерея

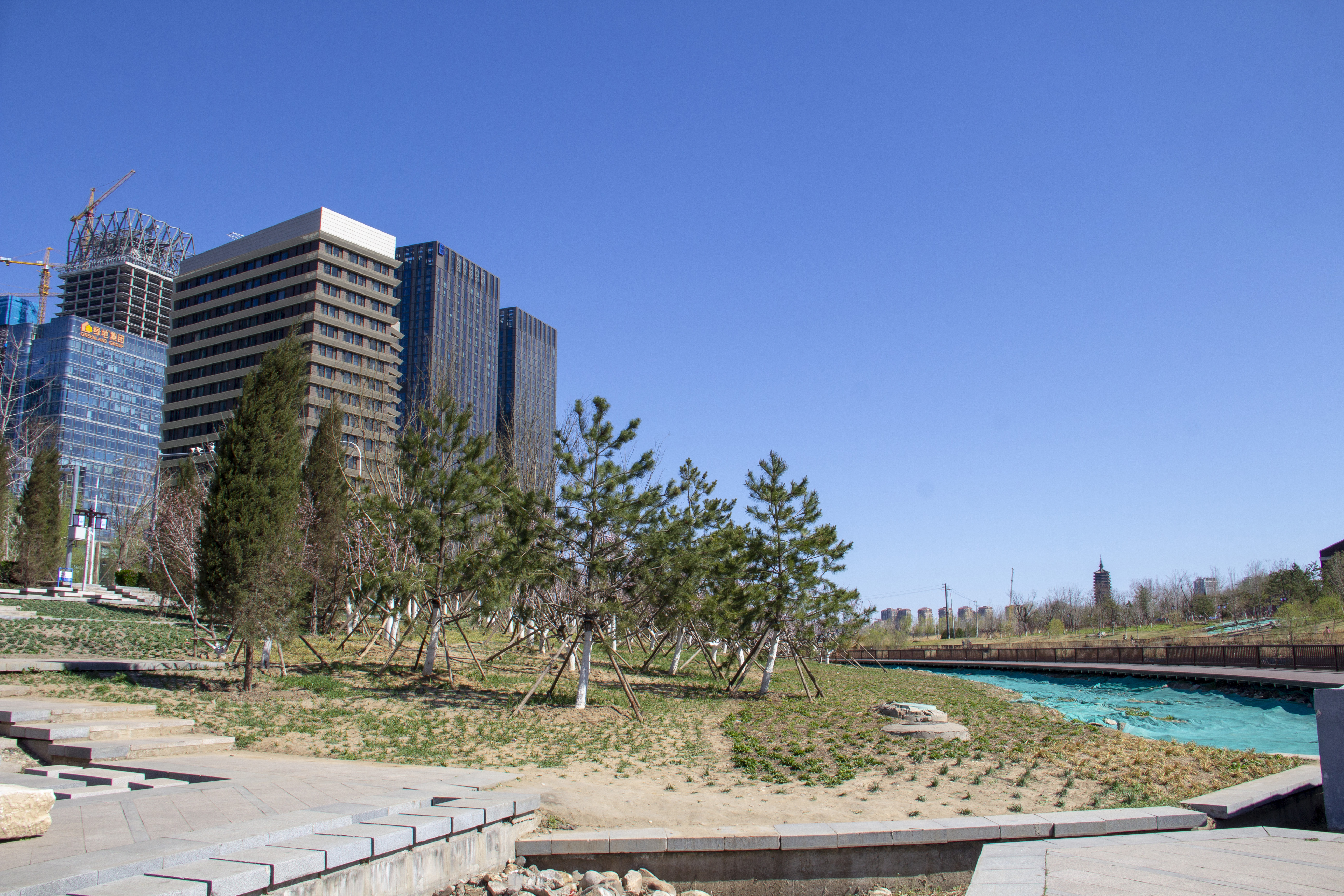
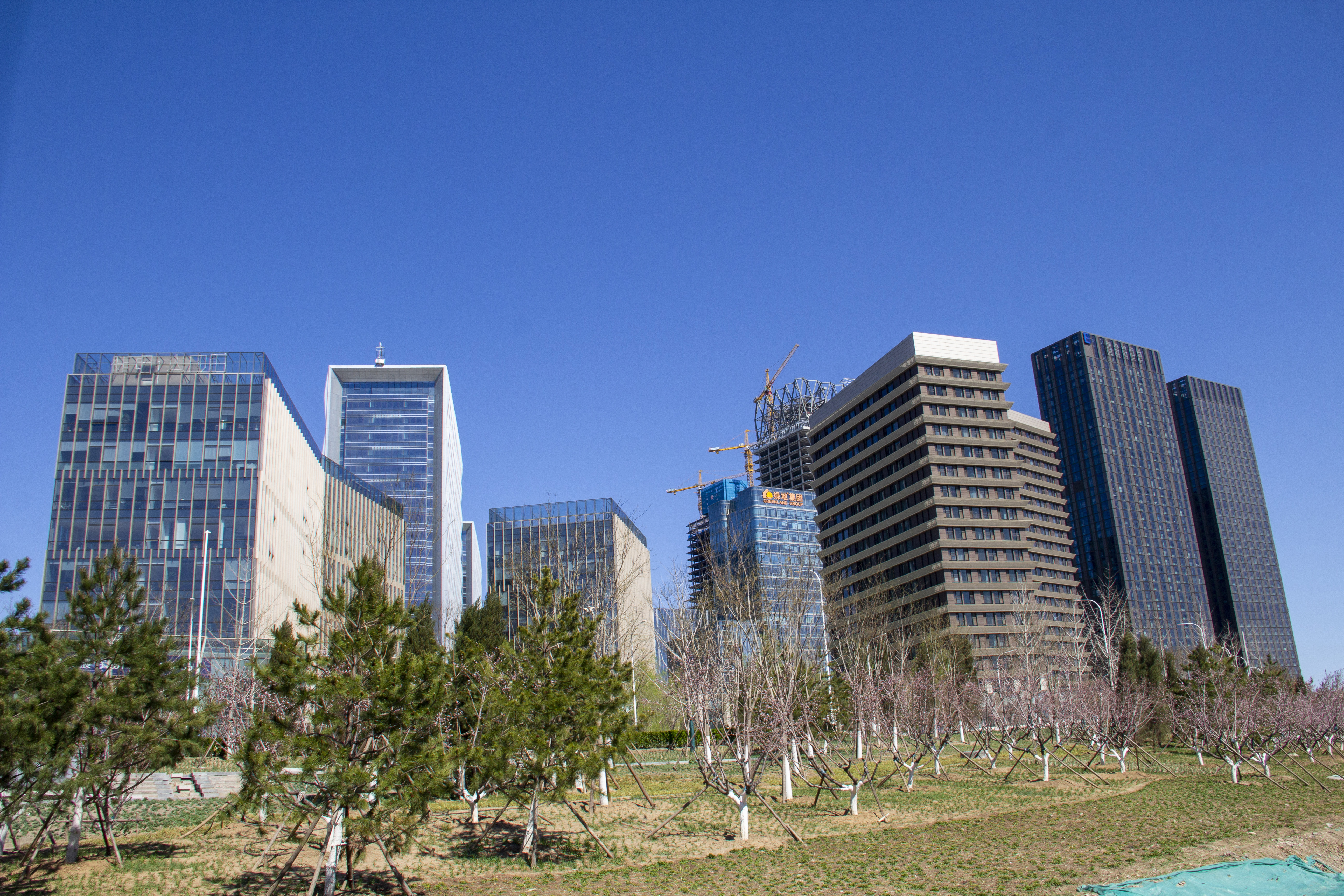
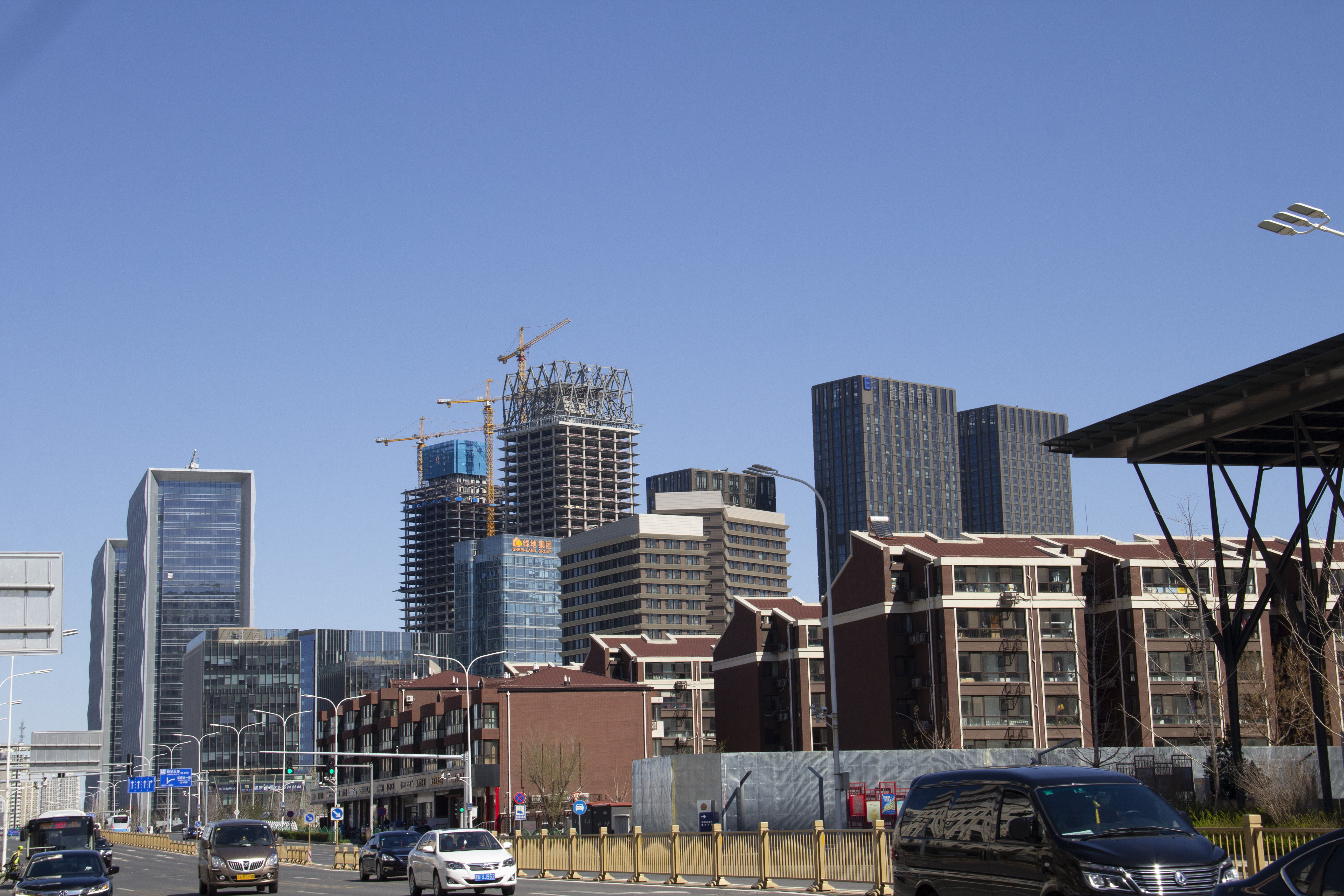
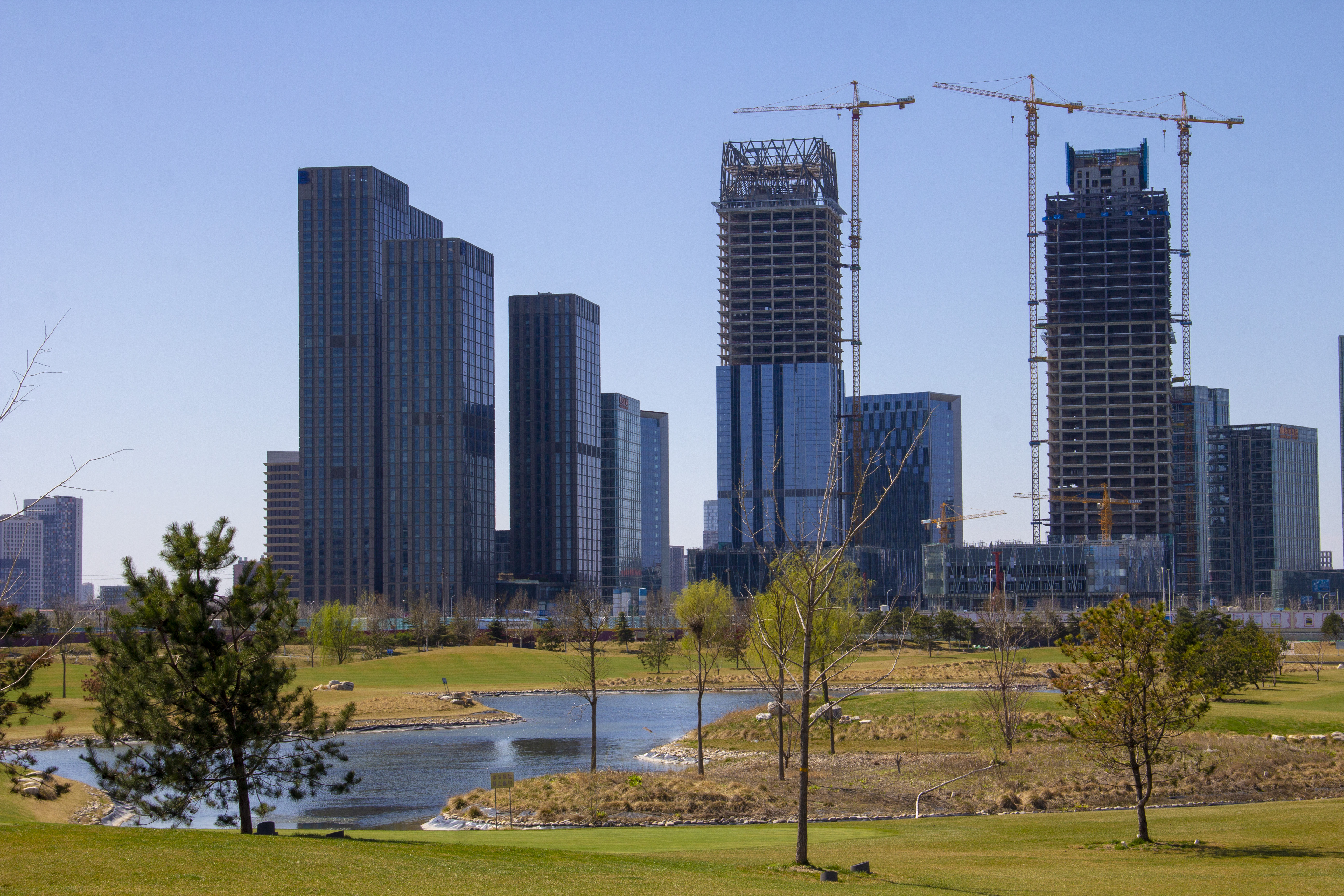
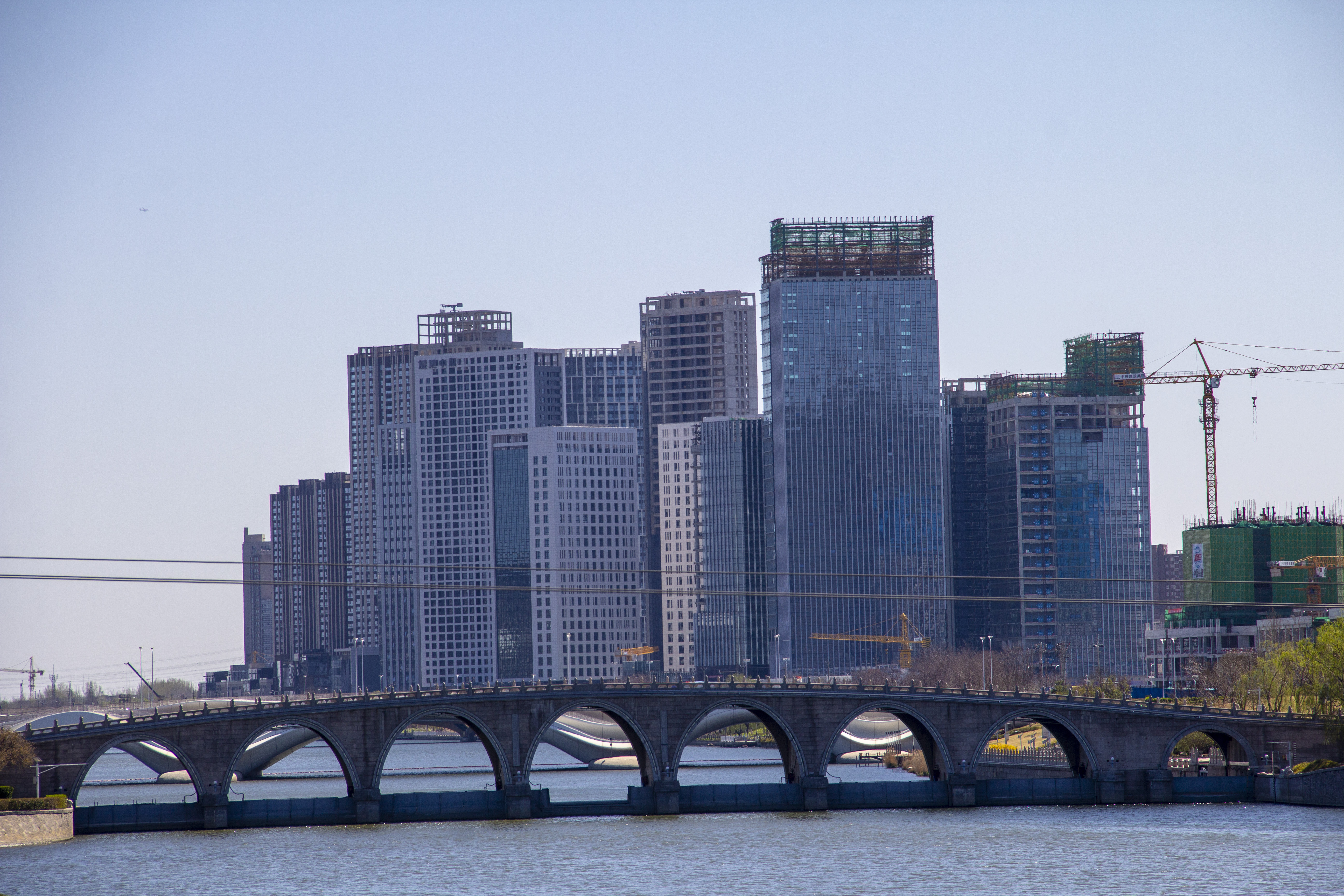
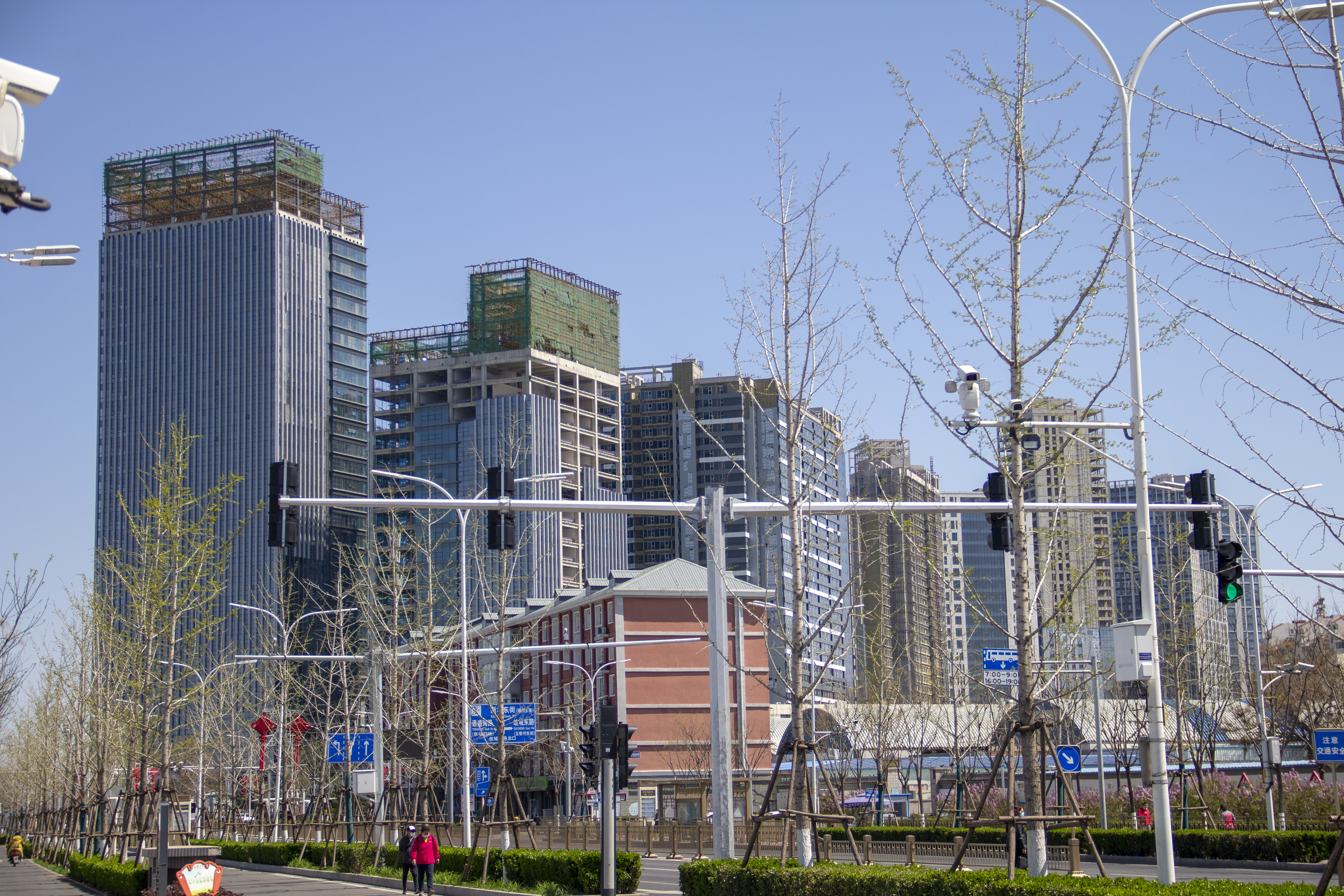
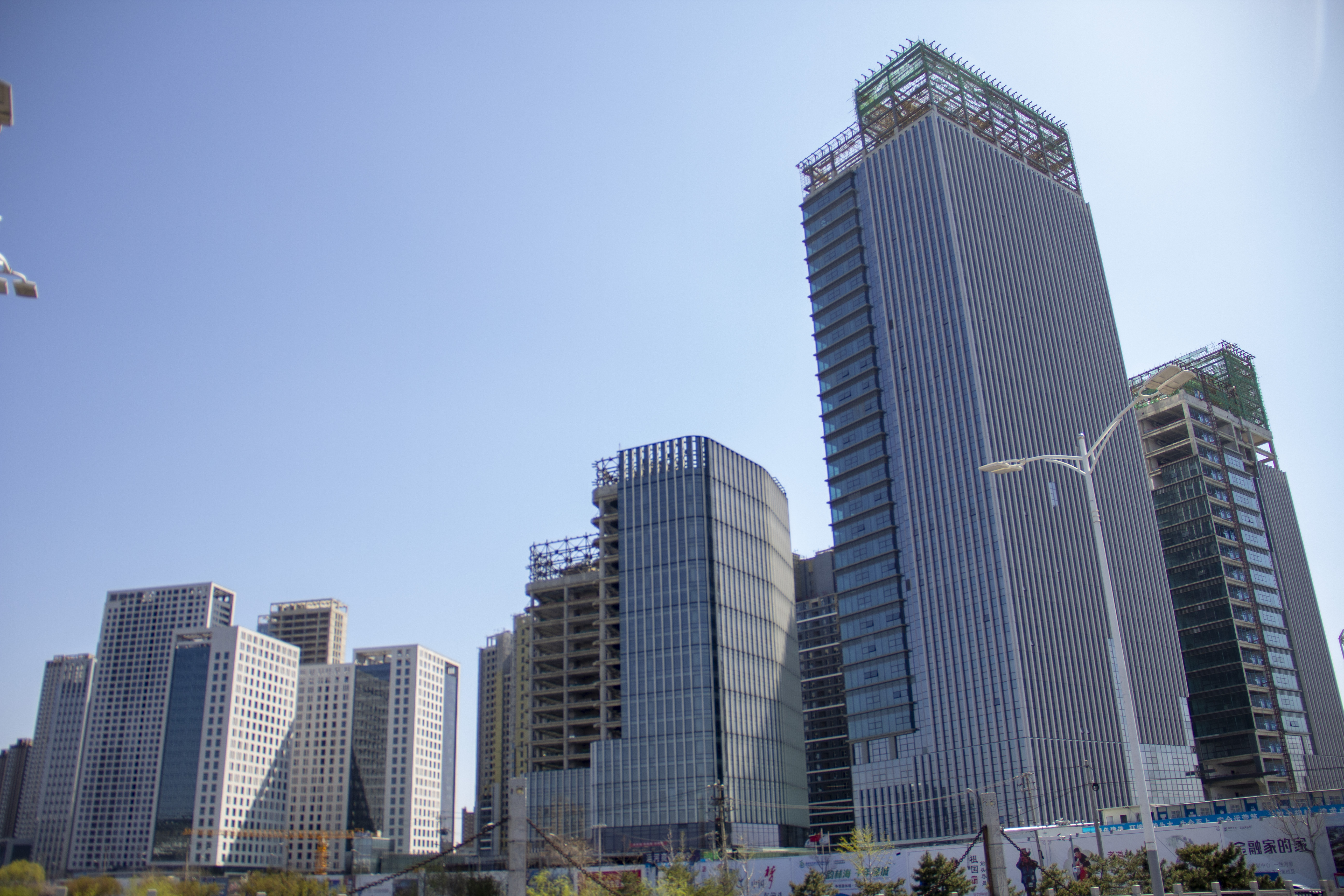
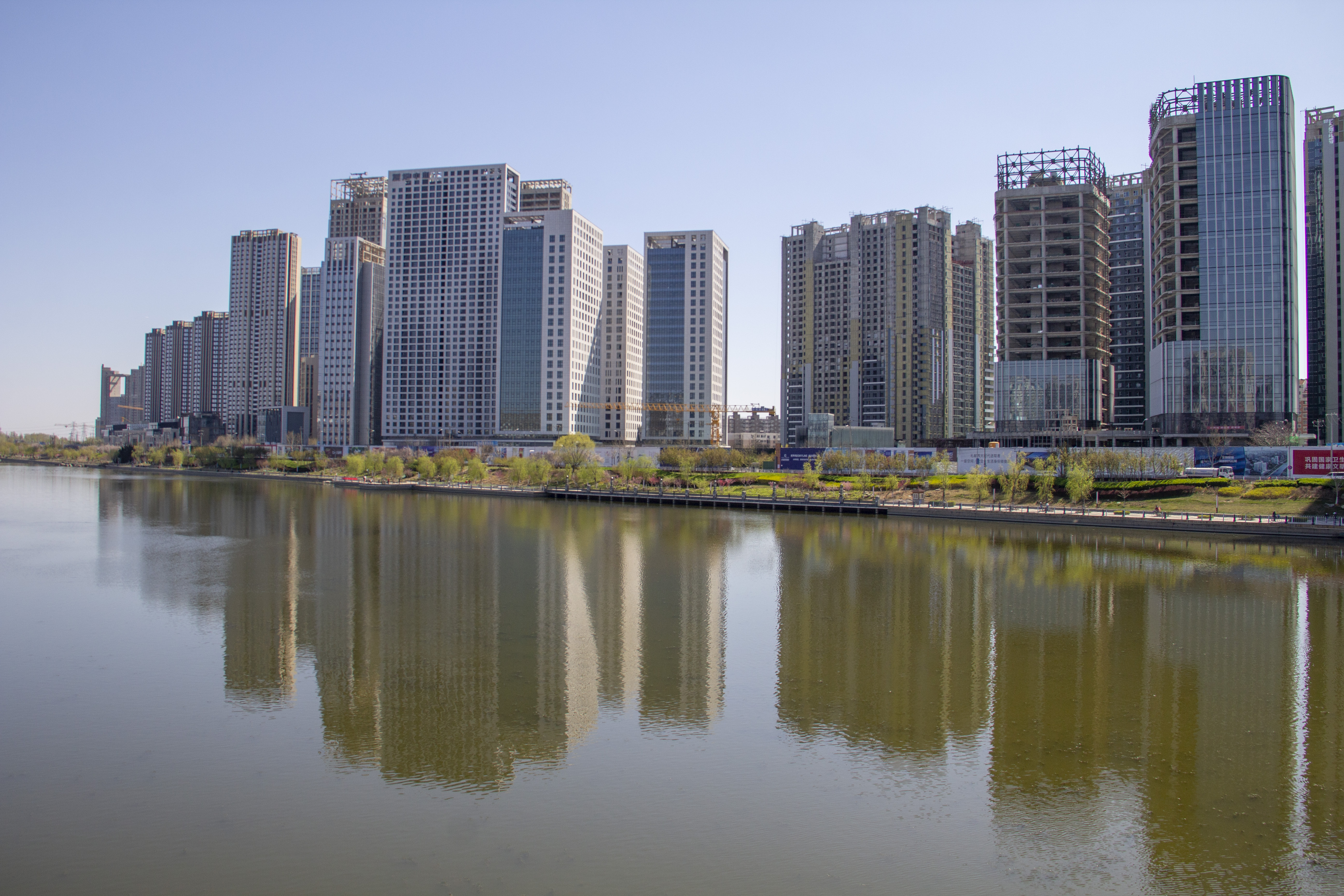
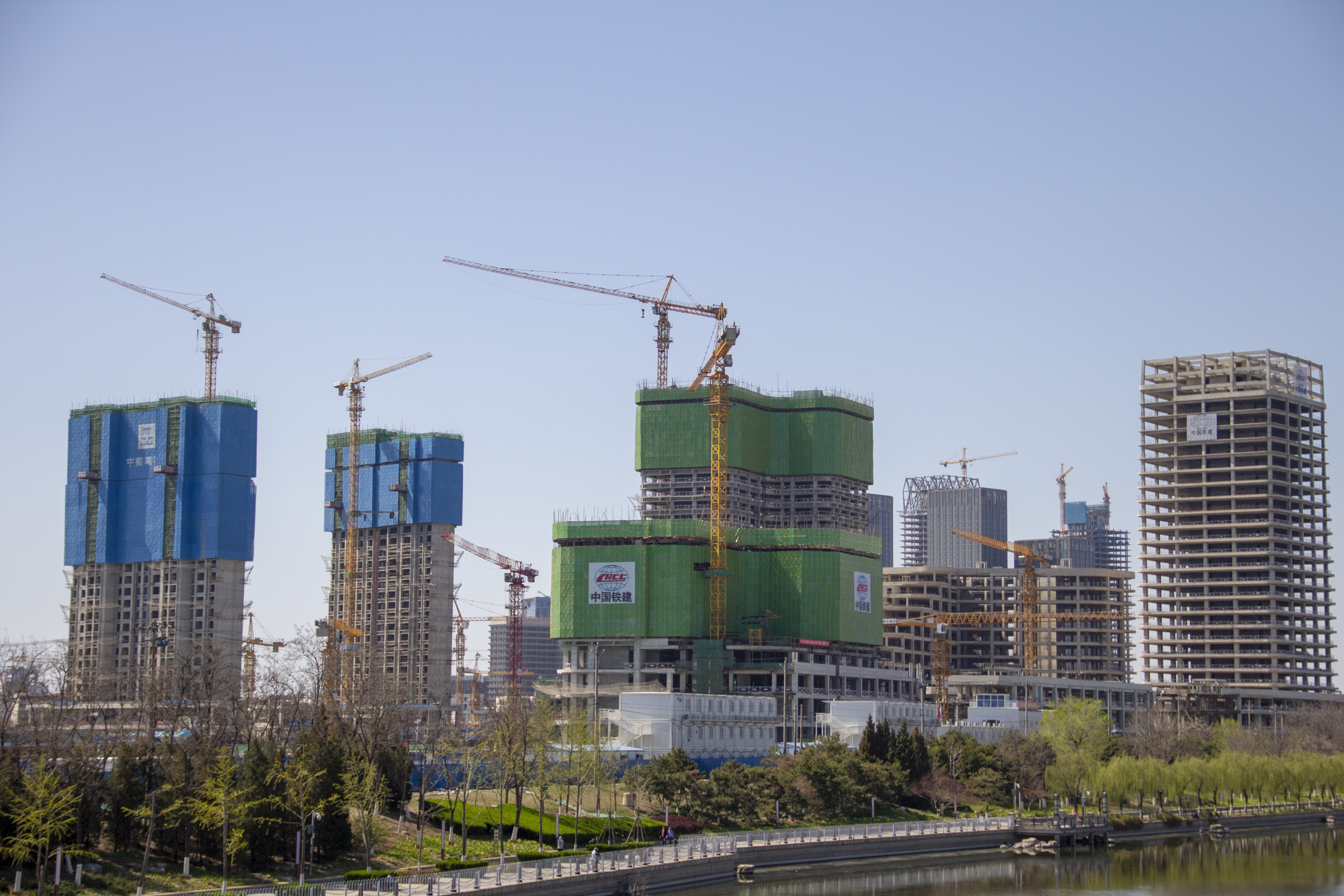
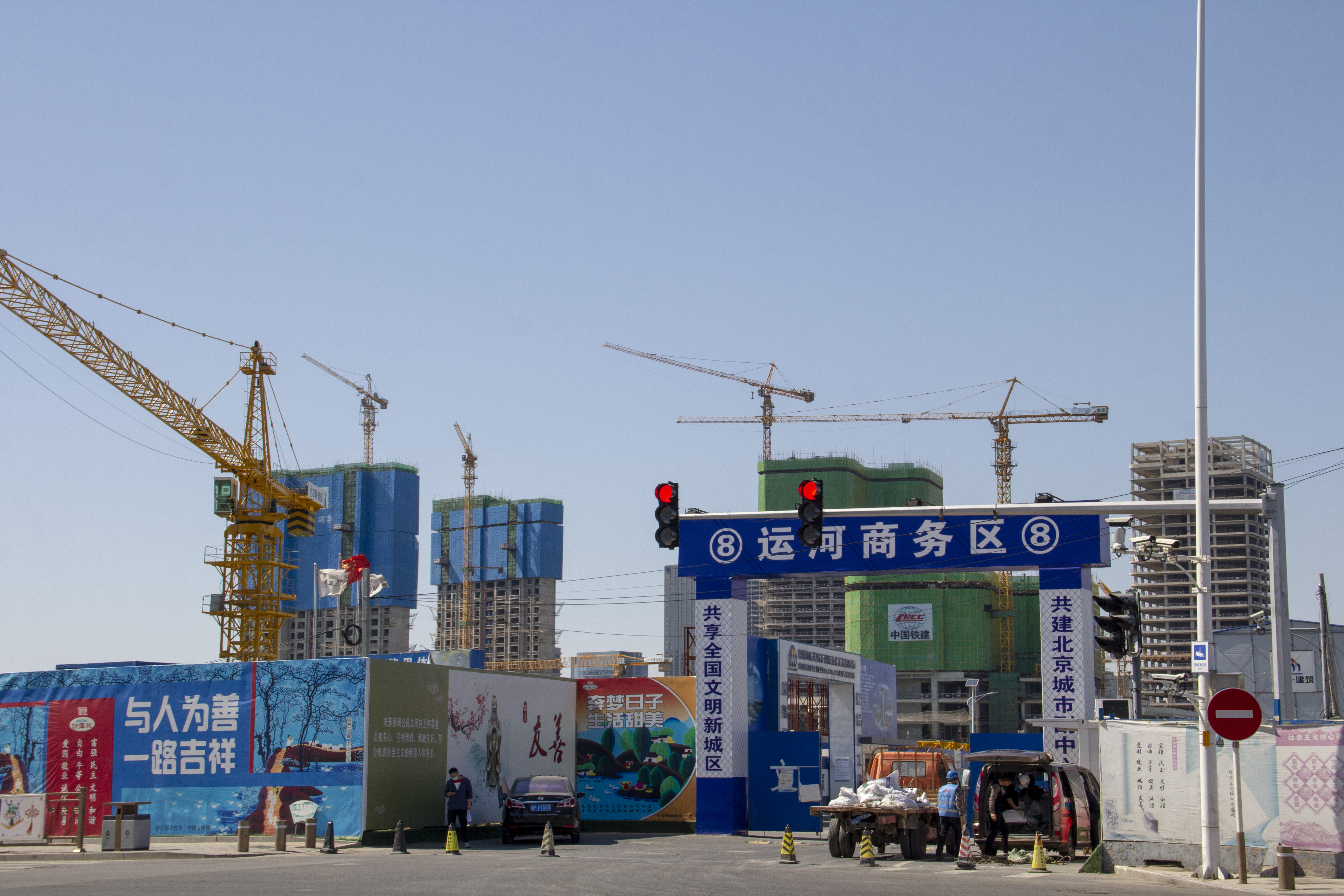
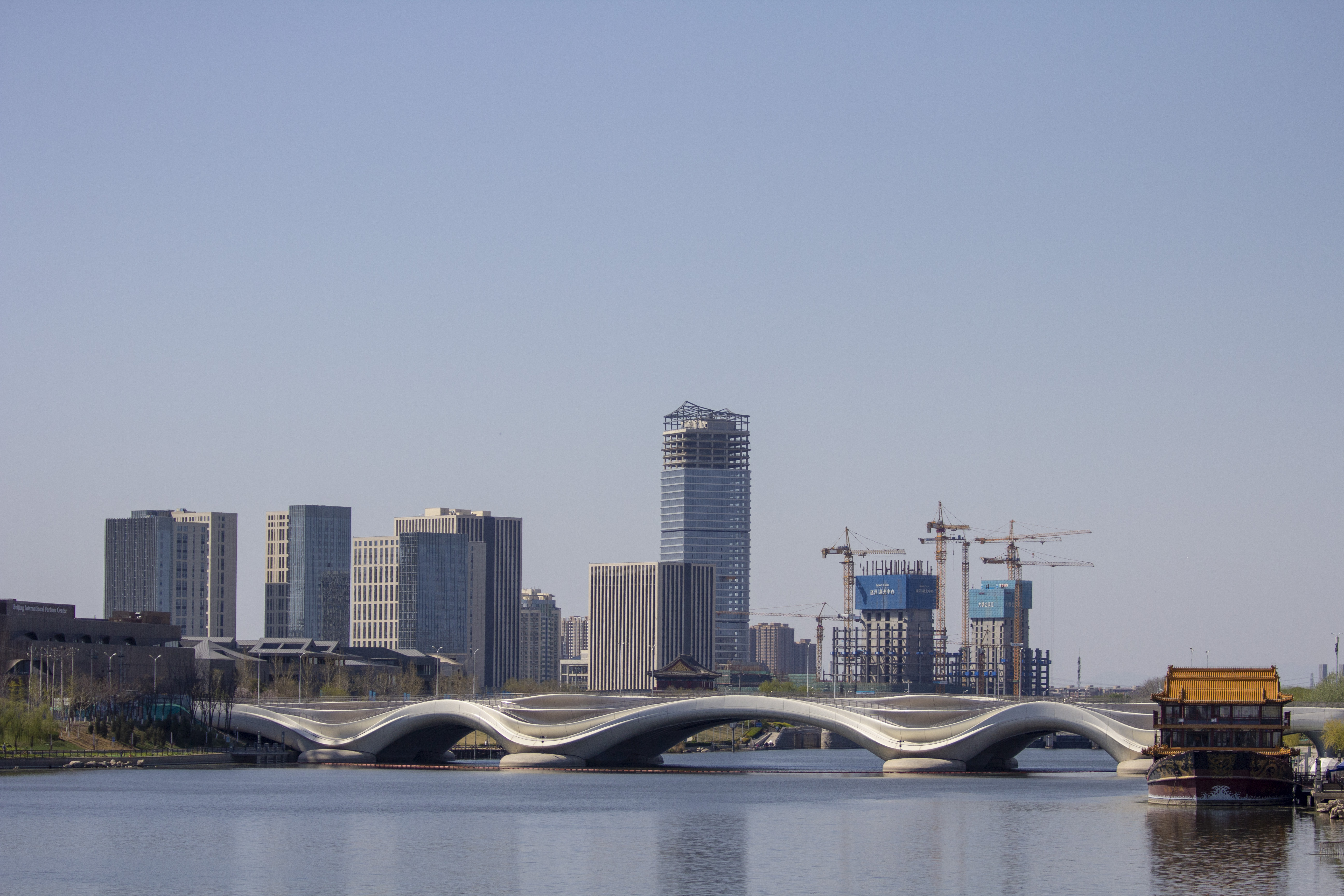
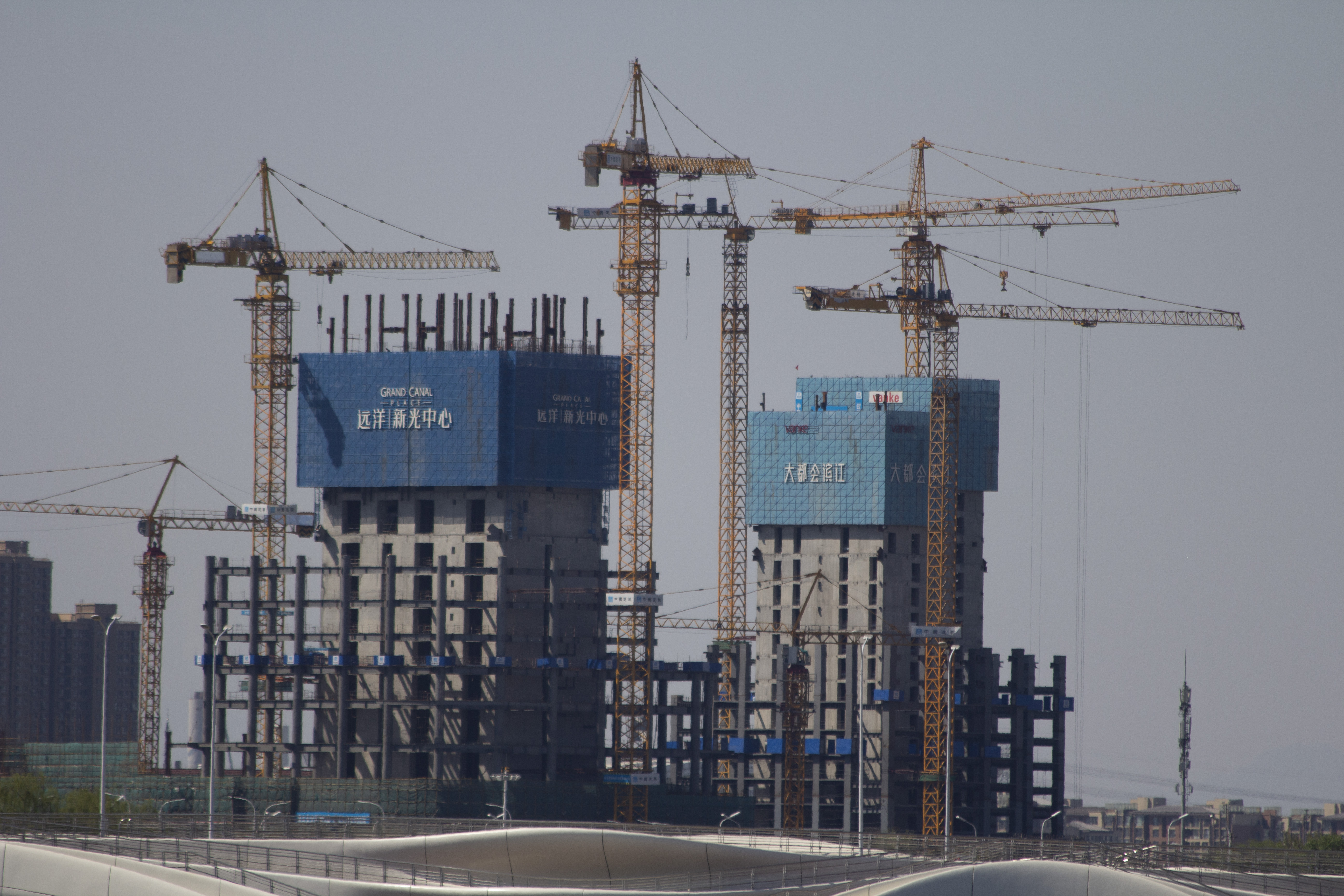